# Chris Ferguson
Pour les articles homonymes, voir Ferguson.
Chris Philip Ferguson, né le 11 avril 1963 à Los Angeles, en Californie, est un joueur de poker professionnel américain. Il a remporté le Main Event des World Series of Poker en 2000, et est l'un des dirigeants de la société Full Tilt Poker qui a fait faillite en 2011.

## Biographie
Chris commence le poker dans sa jeunesse. Il suit une formation en mathématiques, est titulaire d'un doctorat en informatique, obtenu à UCLA.
En 2000, Ferguson remporte, devant 511 autres joueurs et devant la légende du poker T.J. Cloutier en Heads-Up, le Main Event des World Series of Poker, et la somme de 1,5 million de dollars.
Sur le circuit, il est surnommé « Jésus » à cause de ses longs cheveux bruns et de sa barbe lui donnant l'allure généralement admise du Christ.
En 2004, il cofonde Full Tilt Poker, qui propose un service de poker en ligne. En 2011, les serveurs de la société sont fermées par le FBI. La société fait faillite, et il est accusé d'avoir détourné l'argent que les joueurs ont déposé sur le site, la justice parlant d'un système de pyramide de Ponzi,. Absent des World Series of Poker de 2011 à 2015, il est de retour aux WSOP 2016. Aux WSOP 2017, il remporte 1 bracelet, parvient à 23 reprises dans les places payées, et reçoit le titre de WSOP Player of the Year.

## Palmarès
- Vainqueur du Main Event des World Series of Poker en 2000.
- Six bracelets WSOP
- Trois anneaux des WSOPE

Fin 2018, ses gains en tournois dépassent les 9,2 millions de dollars.

## Télévision et cinéma
Chris Fergusson apparait dans les films Les joueurs (1998) et Lucky You (2007) 
Il est également apparu sur dans les émissions de poker The Ultimate Poker Challenge (2006), High Stakes Poker (2007), Poker Den: The Big Game (2008), Poker after Dark (2009).  